# Manuel García Prieto

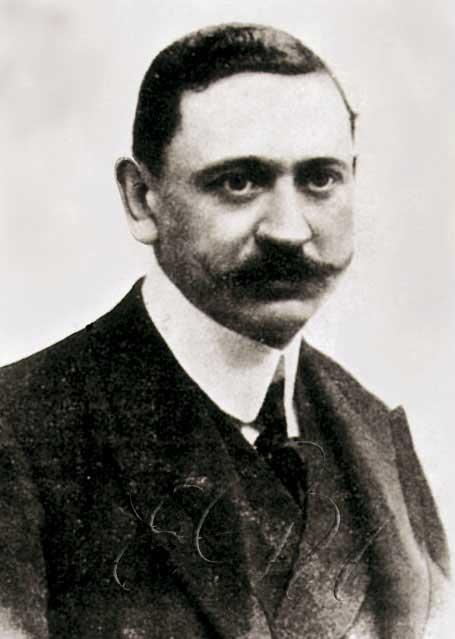
Manuel García Prieto

Manuel García Prieto, Markgraf (Marqués) de Alhucemas (* 5. November 1859 in Astorga; † 15. September 1938 in Donostia-San Sebastián) war ein spanischer Politiker und Ministerpräsident Spaniens (Presidente del Gobierno).

## Biografie

### Studium, berufliche Laufbahn und Abgeordneter
García Prieto absolvierte ein Studium der Rechtswissenschaften, nach dessen Abschluss er zunächst Staatsanwalt am Munizipalgericht von Madrid wurde. Später war er für kurze Zeit auch als Militärstaatsanwalt tätig.
Der Schwiegersohn und juristische Berater des späteren Ministerpräsidenten Eugenio Montero Ríos wurde als Mitglied der Liberalen Partei (Partido Liberal) am 4. April 1886 erstmals zum Abgeordneten des Parlaments (Congreso de los Diputados) gewählt, wo er allerdings nur für eine Wahlperiode bis zum Februar 1891 die Interessen des Wahlkreises León vertrat. Am 5. März 1893 wurde er dann erneut zum Abgeordneten des Deputiertenkongresses gewählt, wo er diesmal bis März 1911 überwiegend den Wahlkreis La Coruña sowie zeitweise León und Madrid vertrat.
Wie sein Schwiegervater Montero Ríos war auch er als Parteipolitiker Unterstützer der Kazike (Caciquismo) von Galicien. Gleichzeitig verstand er es durch Lobbyismus gegenüber den Landwirten eine eigene politische Basis in Galicien aufzubauen.
1897 erfolgte seine Ernennung zum Generaldirektor für Rechtsstreitigkeiten des Staates, ehe er daraufhin Unterstaatssekretär im Kolonialministerium (Ministerio de Ultramar) wurde.

### Minister
Am 23. Juni 1905 wurde er von seinem Schwiegervater Montero Ríos als Innenminister (Ministro de Gobernación) erstmals in ein Kabinett berufen und gehörte diesem bis zum 1. Dezember 1905 an. Im anschließenden Kabinett von Segismundo Moret Prendergast übernahm er bis zum 10. Juni 1906 das Amt des Ministers für Gnadengesuche und Justiz (Ministro de Gracia y Justicia). Moret Prendergasts Nachfolger José López Domínguez übertrug ihm schließlich am 6. Juli 1906 das Amt des Entwicklungsministers (Ministro de Fomento), das er bis zum Ende von dessen Amtszeit am 30. November 1906 innehatte.
Nach mehreren Jahren der Nichtbeteiligung an Regierungsbildungen wurde er dann am 9. Februar 1910 vom Vorsitzenden der Partido Liberal, José Canalejas Méndez, zum Außenminister (Ministro de Estado) in dessen Regierung ernannt. Dieses Amt behielt er bis zum 31. Dezember 1912. In diesem Amt erreichte er 1911 einen international beachteten Erfolg mit der Unterzeichnung eines Vertrages mit Marokko, der einer der Grundlagen für die 1912 mit Frankreich im Vertrag von Fès ausgehandelte Aufteilung Marokkos in ein Französisches und ein Spanisches Protektorat war. Außerdem setzte er sich als Außenminister erfolgreich für die Vertretung der lateinamerikanischen Staaten beim Ständigen Schiedshof (Corte Permanente de Arbitraje) in Den Haag ein.
Für seine Verdienste in der spanischen Marokkopolitik wurde er am 5. Januar 1911 als Markgraf (Marqués) de Alhucemas in den Adelsstand erhoben und gehörte damit zu den Granden. Am 4. März 1911 wurde er darüber hinaus durch Königliches Dekret zum Senator auf Lebenszeit (Senador Vitalicio) ernannt.

### Fünfmaliger Ministerpräsident
Nach der Ermordung von Canalejas Méndez durch einen Anarchisten am 12. November 1912 übernahm er bis zum Amtsantritt von Álvaro Figueroa Torres am 14. November 1912 für zwei Tage das Amt des amtierenden Ministerpräsidenten (Presidente del Consejo de Ministros Interino).
Die Ermordung von Canalejas Méndez führte andererseits auch zu einer Abspaltung der so genannten Sagasta - Fraktion von der Liberalen Partei und daraufhin zur Gründung der Liberaldemokratischen Partei (Partido Liberal Democrático), deren Vorsitzender García Prieto wurde.
Vom 9. Mai 1916 bis zum 17. März 1918 war als Präsident des Senats tätig.
Trotz dieses Amtes wurde er am 19. April 1917 zum Ministerpräsidenten Spaniens (Presidente del Gobierno) ernannt. Dieses Amt übte er bis zum 11. Juni 1917 aus. Als Ministerpräsident verfolgte er eine Pro-Deutsche Politik.
Im Juli 1917 übernahm er die Nachfolge von Álvaro Figueroa Torres als Vorsitzender der wiedervereinigten Partido Liberal. Als Nachfolger von Eduardo Dato Iradier wurde er nach einer Krise innerhalb des Verteidigungsrates (Junta de Defensa) am 3. November 1917 wieder Ministerpräsident der ersten Koalitionsregierung während der Regentschaft von König Alfons XIII. In seinem bis zum 22. März 1918 amtierenden Kabinett übernahm er zugleich auch das Amt des Außenministers. In der bis zum 9. November 1918 amtierenden Regierung seines Nachfolgers Antonio Maura Montaner wurde er zum Innenminister ernannt und übernahm während der Erkrankung des Amtsinhabers am 28. Oktober 1918 auch wieder das Amt des Außenministers.
Am 9. November 1918 löste er Maura Montaner als Ministerpräsident ab und bildete eine bis zum 5. Dezember 1918 amtierende Übergangsregierung, in der er selbst auch das Amt des amtierenden Entwicklungsministers übernahm.
Nachdem er sich anschließend für einige Jahre aus der Regierungspolitik zurückgezogen hatte, wurde er am 7. Dezember 1922 als Nachfolger von José Sánchez-Guerra Martínez wieder selbst zum Ministerpräsidenten ernannt. Ohne Erfolg bemühte er sich den Aufstieg des Generalkapitäns von Katalonien, Miguel Primo de Rivera, zum neuen starken Mann zu verhindern. Am 15. September 1923 wurde er von Primo de Rivera zwei Tage nach dessen Staatsstreich abgelöst, der daraufhin eine mehr als sechs Jahre währende Militärdiktatur errichtete.
Zuletzt war er vom 18. Februar bis zum 14. April 1931 Minister für Gnadengesuche und Justiz im Kabinett von Juan Bautista Aznar Cabañas, der letzten Regierung unter König Alfons XIII. von Spanien.
Anschließend zog er sich aus der Politik zurück und verstarb im Alter von 78 Jahren.

### Ehrenämter
García Prieto war vom 28. Mai 1909 bis zum 27. Mai 1910 sowie 1913 Präsident der Königlichen Akademie für Rechtsprechung und Gesetzgebung (Real Academia de Jurisprudencia y Legislación).
Des Weiteren war er vom 22. November 1910 als Nachfolger von Canaleja Méndez Mitglied der Real Academia de Ciencias Morales y Políticas, wo er bis zum Verzicht am 31. Oktober 1911 den Sessel (Sillón) 15 einnahm.